# Trichophthalma subcostalis
Trichophthalma subcostalis är en tvåvingeart som beskrevs av M. Josephine Mackerras 1925. Trichophthalma subcostalis ingår i släktet Trichophthalma och familjen Nemestrinidae. Inga underarter finns listade i Catalogue of Life.